# Simen Tiller
Simen Tiller (26 novembre 1995) è un combinatista nordico norvegese.

## Biografia
Simen Tiller, attivo dal febbraio del 2011, ha vinto la medaglia di bronzo nella gara a squadre ai Mondiali juniores di Almaty 2015; ha esordito in Coppa del Mondo l'11 marzo 2017 a Oslo in un'individuale Gundersen (37º) e ai Campionati mondiali a Planica 2023, dove è stato squalificato nel trampolino normale. Ai Mondiali di Trondheim 2025 ha vinto la medaglia di bronzo nella gara a squadre e si è classificato 9º nel trampolino lungo; non ha preso parte a rassegne olimpiche.

## Palmarès

### Mondiali
- 1 medaglia:
  - 1 bronzo (gara a squadre a Trondheim 2025)

### Mondiali juniores
- 1 medaglia:
  - 1 bronzo (gara a squadre ad Almaty 2015)

### Coppa del Mondo
- Miglior piazzamento in classifica generale: 27º nel 2022